# 日本規格協会
一般財団法人日本規格協会（にほんきかくきょうかい、英語名称：Japanese Standards Association、略称：JSA）は、主に日本産業規格（JIS）原案の作成、JIS規格票の発行、出版物（『JISハンドブック』等）の発行などを行う日本の法人。本部や支部では規格票の閲覧ができる。以前は経済産業省産業技術環境局所管の財団法人であったが、公益法人制度改革に伴い一般財団法人へ移行した。2019年より、4法人から成る日本規格協会グループの中核組織となっている。

## 沿革
- 1945年12月6日、大日本航空技術協会と日本能率協会の各規格担当部門が合併して日本規格協会を設立。初代会長に伍堂卓雄が就任。東京都千代田区の特許標準局内に本部を開設。
- 1946年8月20日、2代目会長の和田小六のもと、雑誌『規格ト標準 第1号』が創刊される。（現在の『標準化と品質管理（SQ誌）』）
- 1948年、GHQの指示により外国との規格交換開始。
- 1949年、QC講習会開講。
- 1950年、JIS規格票の発行・頒布開始。
- 1951年、JISの原案作成を始める。
- 1952年、東京都中央区銀座木挽町に本部移転。3代目会長に井上春成が就任する。海外規格ライブラリを開設。
- 1953年、4代目会長に石川一郎が就任する。
- 1955年、英訳JISの頒布を開始する。
- 1955年、標準化講習会開講
- 1958年、第1回標準化全国大会を開催。
- 1960年、日本科学技術連盟と日本商工会議所の共催で第1回品質月間を実施。
- 1960年、JISハンドブック（年刊）を発行。
- 1962年、東京都港区赤坂に日本規格協会ビルを竣工。
- 1962年、スタンダード・メンテナンス株式会社を設立。
- 1965年、IEC東京大会の事務局を設置。
- 1967年、第1回Q-S全国大会を開催。
- 1970年、5代目会長に丹羽保次郎が就任する。
- 1975年、6代目会長に稲山嘉寛が就任する。
- 1981年、公示検査実施機関として、通商産業大臣の認定を受ける。
- 1981年、「工業標準化品質管理推進責任者講習会」を開講。
- 1985年、ISO東京大会の組織委員会事務局を設置。
- 1987年、7代目会長に山下勇が就任する。
- 1994年、財団法人日本品質システム審査登録認定協会（後の公益財団法人日本適合性認定協会、略称JAB）の第1号認定を取得。8代目会長に佐波正一が就任する。
- 1996年、マネジメントシステム審査員評価登録センターを設置。評価登録サービスを開始。
- 1999年、IEC京都大会の事務局を設置。
- 2002年、JSAウェブストアを開設。
- 2004年、特定標準化機関（CSB）として日本工業標準調査会の確認を受ける。
- 2005年、第1回品質管理検定（QC検定）を実施。
- 2005年、新JISマーク制度開始に伴いJIS登録認証機関協議会（JISCBA）を設立。
- 2006年、国際標準化100年記念事業を実施。
- 2007年、スタンダード・メンテナンス株式会社を株式会社スタンダード・ワークスに社名変更。
- 2012年、一般財団法人に移行。
- 2013年、東京都港区三田の三田MTビルに本部移転。
- 2014年、IEC東京大会の事務局設置。
- 2017年、JSA Webdeskを開設。
- 2017年、規格開発センター（現在の規格開発本部）を設立。
- 2017年、JSA規格制度を創設。
- 2018年、日本規格協会ソリューションズ株式会社、及び一般財団法人日本要員認証協会を設立。
- 2019年、日本規格協会グループ　始動。
- 2019年、ジェトロ・ジュネーブ事務所内に共同事務所を開設。
- 2019年、経済産業大臣より認定産業標準作成機関の第一号認定。
- 2024年、東京都港区三田の三田Avantiに本部移転。

## 所在地

### 本部
東京都港区三田三丁目11-28 三田 Avanti（2024年4月に移転）

### 支部
・名古屋支部：愛知県名古屋市中区栄2-6-1 RT白川ビル内
・大阪支部：大阪府大阪市中央区高麗橋3-2-7 ORIX高麗橋ビル7階
・広島支部：広島県広島市中区基町5-44 広島商工会議所ビル内
・福岡支部：福岡県福岡市博多区店屋町1-31 博多アーバンスクエア内

### ジェトロ・ジュネーブ事務所（日本規格協会共同事務所）
80, rue de Lausanne, 1202 Genève SWITZERLAND（国際標準化機関及び欧州の標準化機関との連携強化を目的とした、日本貿易振興機構ジュネーブ事務所内の共同事務所）

## 主な役員
|  | 役職   | 氏名                |              |                                                   |
|  | 理事長 | 朝日 弘             | 代表執行役員 | CEO(最高経営責任者)、JSAグループ代表              |
|  | 理事   | 田村 由佳里         | 上席執行役員 | 管理本部長、理事長補佐                            |
|  | 理事   | 野田 耕一           | 上席執行役員 | CSO(最高標準化責任者)、規格開発本部長             |
|  | 理事   | 武濤 雄一郎(非常勤) |              | 日本規格協会ソリューションズ株式会社 代表取締役   |
|  | 理事   | 下境 健一（非常勤） |              | 日本規格協会ソリューションズ株式会社 取締役副社長 |

## 組織構成と主な事業
次の4法人が日本規格協会グループを構成する。
- 一般財団法人 日本規格協会（JSA）
  - 規格開発事業、標準化普及事業、品質管理検定事業
- 日本規格協会ソリューションズ株式会社（JSA-SOL）
  - 事業戦略、出版情報事業、研修事業、組織認証事業（但し、規格・書籍・物品の発行者、セミナー開催者、品質管理検定実施者は、一般財団法人日本規格協会となる。）
- 一般財団法人 日本要員認証協会（JRCA）
  - 要員認証事業
- 株式会社スタンダードワークス（SW）
  - 印刷・編集事業、商品管理事業、オフィスワーク事業